# Légion de la Vistule
La Légion de la Vistule (Legia Nadwiślańska) est une unité polonaise créée par décret de Napoléon Ier le 31 mars 1808 à partir de la Légion polonaise et italienne instituée un an plus tôt (en 1807) au sein du royaume de Westphalie de Jérôme Bonaparte. Elle fut dissoute le 18 juin 1813.
Elle comptait initialement 5 467 soldats et ses commandants en chef furent le général Józef Grabiński puis (à partir du 7 juin 1808) le colonel Józef Chłopicki.
Contrairement aux chevau-légers, c’était une formation composée plutôt de paysans, et les officiers étaient généralement de la petite noblesse.

## Création et organisation

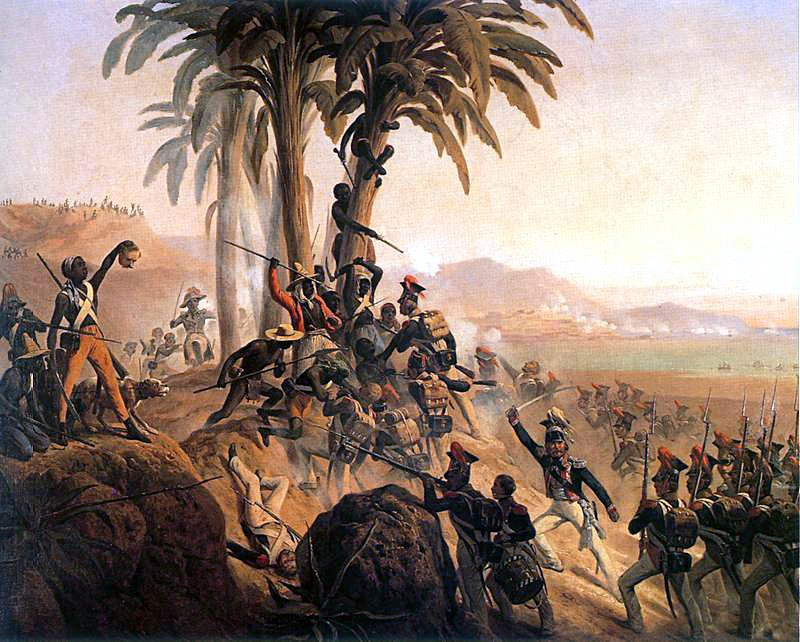
Les légions polonaises lors de la bataille de San Domingo (révolution haïtienne), peinture de Janvier Suchodolski.

### Origine
Les Polonais ont fourni nombre de soldats aux armées de la Révolution. Ils ont été, généralement, regroupés dans les « légions », type d'unité mixte associant infanterie, cavalerie et artillerie.
L'histoire, et la succession, de ces légions est assez compliquée. En dernier lieu, se trouve une « Légion Polacco-Italienne », au service du roi de Westphalie. Ce sont les soldats de cette légion qui vont constituer la base de la Légion de la Vistule au service de la France.

### Création
Sur la base d'un accord conclu le 10 mai 1808 entre le gouvernement français et le gouvernement du duché de Varsovie, celui-ci s'engageait à fournir un approvisionnement constant de recrues à la Légion.
La légion se compose de 3 régiments d'infanterie, à 2 bataillons sur le modèle français, et d'un régiment de lanciers, à quatre escadrons.

### Organisation

#### 1808
La Légion a été organisée sous la supervision personnelle de Napoléon à Bayonne. Elle se composait de trois régiments d'infanterie (environ 5 000 soldats) à deux bataillons et d’un régiment de lanciers, 4 escadrons, dirigé par Jan Konopka.
Son dépôt est établi à Sedan.

#### 1810
Une seconde Légion de la Vistule était prévue mais ne verra jamais le jour. Elle aurait dû aussi se composer de 4 régiments d'infanterie et devait recruter parmi les prisonniers autrichiens d'origine polonaise de la campagne de 1809. Sans grand résultat, elle donnera naissance au 4e régiment d'infanterie de la Légion en février 1810.

#### 1811
Le 7 février, un second régiment de lanciers est levé. Mais, en juin, les deux régiments sont transformés en chevau-légers, 7e et 8e de l'arme et passent dans la cavalerie française.

#### 1812
Un troisième bataillon pour les régiments d'infanterie est organisé. Mais trop tard pour participer à la campagne de Russie.

#### 1813
Les débris de la Légion de la Vistule sont regroupés dans un unique « régiment de la Vistule ».

## Uniformes

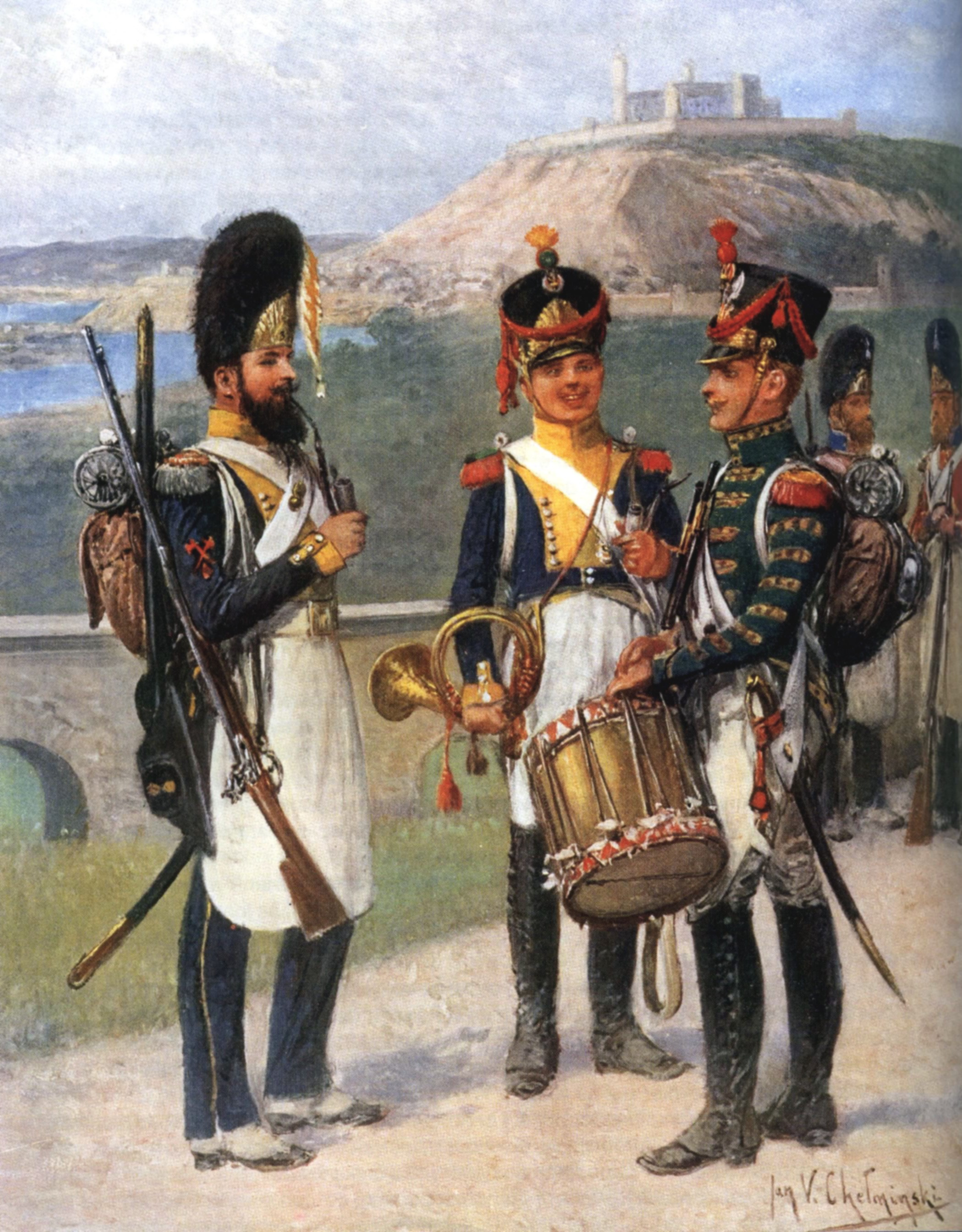
Soldats de la légion de la Vistule et du 4e régiment d'infanterie du duché de Varsovie (par Jan Chełmiński).

### Infanterie

#### Fusiliers
Les légionnaires de la Vistule portaient l'habit-veste (kurtka) bleu foncé, pantalon blanc et distinctive jaune. Les régiments ne diffèrent en eux que par les couleurs distinctives aux cols, revers et parements.
La couleur distinctive du 4e régiment est le cramoisi et non le jaune des trois autres régiments.

#### Grenadiers
Les grenadiers se distinguaient par leurs épaulettes rouges et pompon rouge sur le schapska.

#### Voltigeurs
Les voltigeurs se distinguaient par des galons et épaulettes jaunes.

### Drapeaux et étendards

#### Infanterie
Les trois régiments d'Infanterie ont conservé les drapeaux de l'ancienne Légion. Ils ne recevront jamais de drapeaux type français 1804 ou 1812.
Un drapeau du 2e régiment a survécu.

#### Lanciers

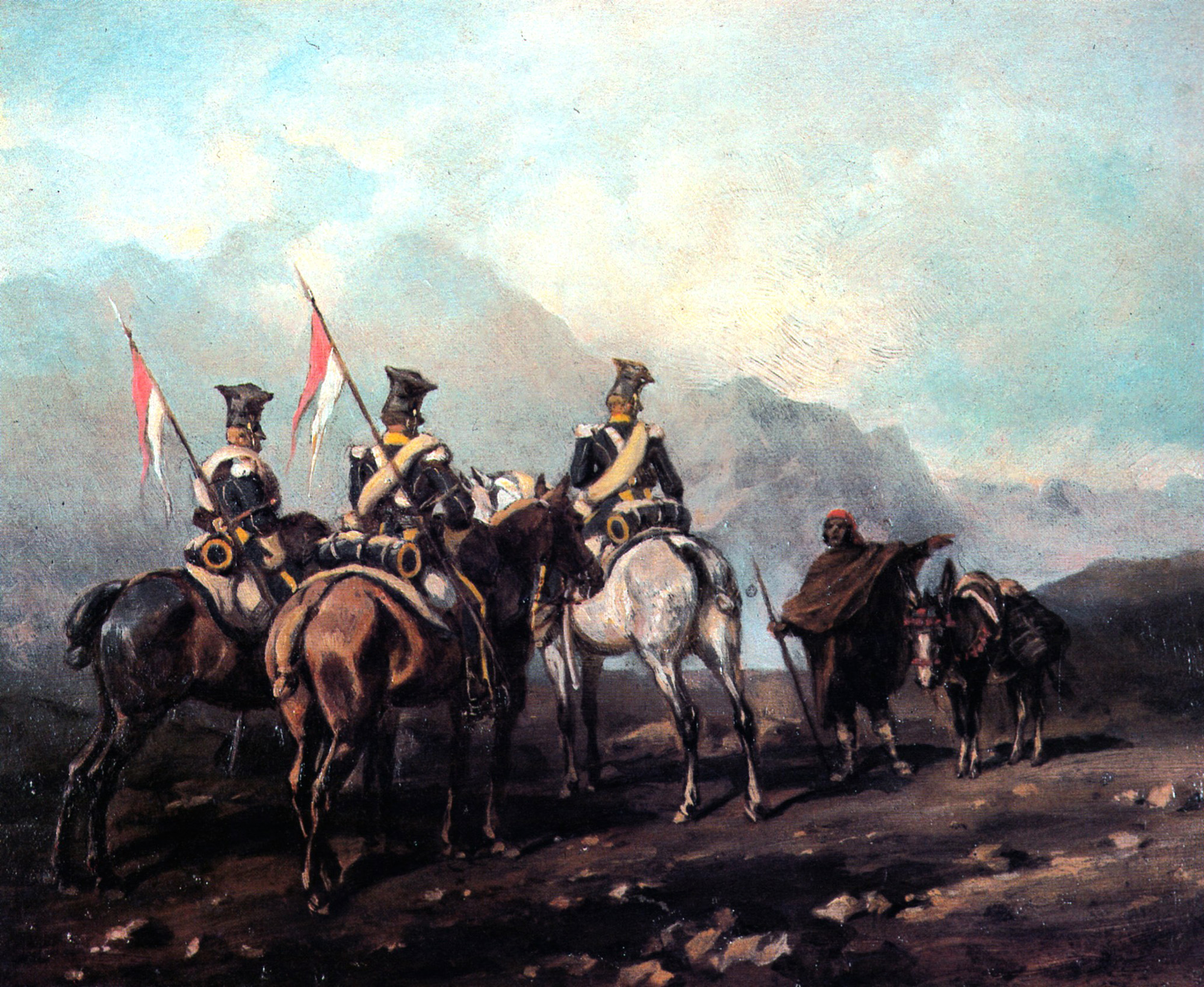
Lanciers de la Vistule en patrouille (par Juliusz Kossak, 1875).

Il ne semble pas que les lanciers aient reçu un étendard. Un guidon est connu et exhibé au Musée de l'Armée, à Paris.

## Participation aux guerres du Premier Empire

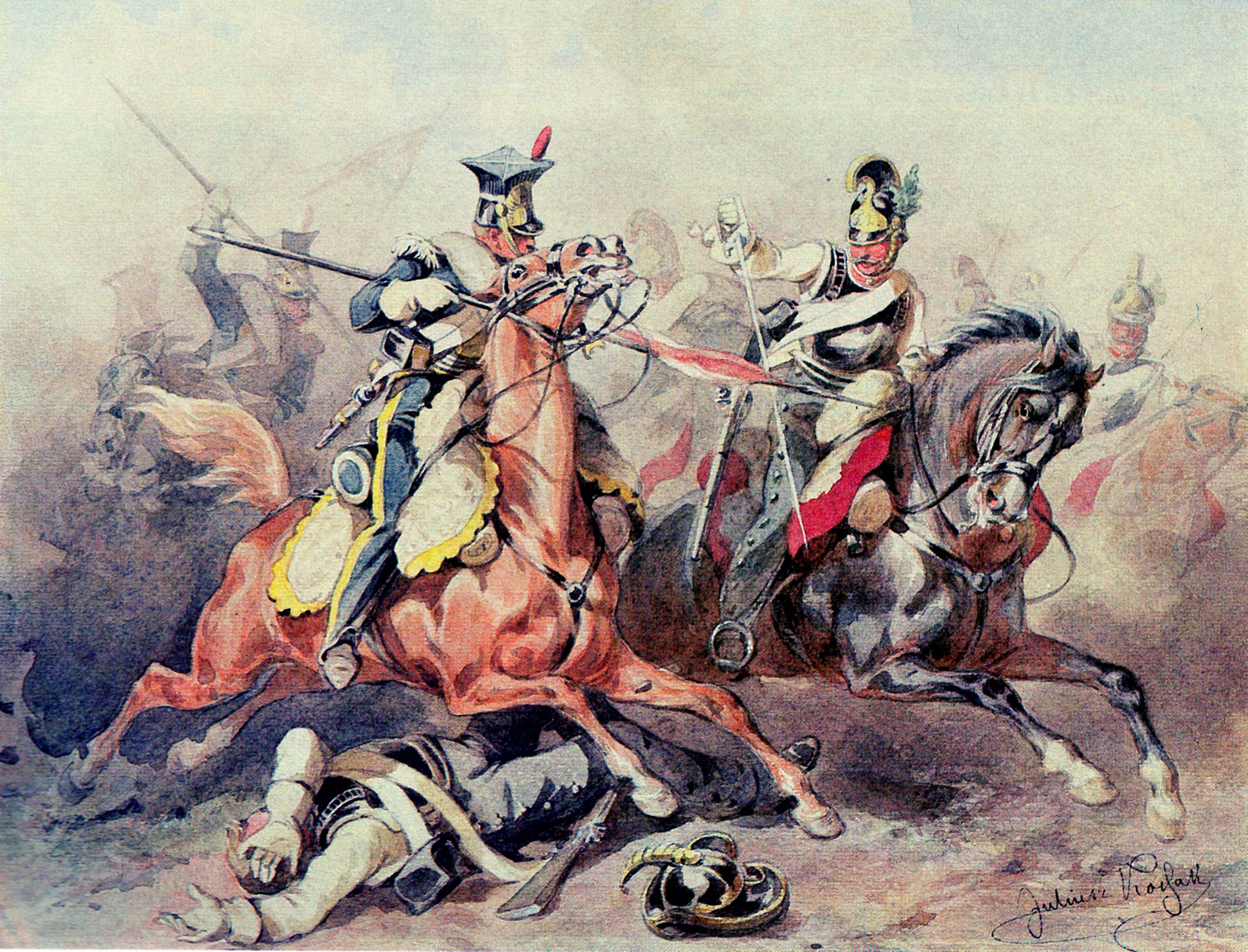
Lancier de la Vistule et cuirassier autrichien en combat.

### Guerre d'Espagne
Il faut d'abord préciser qu'à côté de la Légion de la Vistule, on trouve 3 régiments du duché de Varsovie (les 4e, 7e et 9e). Ces derniers en sont indépendants.
Les régiments de la Légion de la Vistule prennent part à la majorité des grands engagements de cette guerre.
L'épisode le plus connu est la charge des lanciers à la bataille d'Albuera où, avec un régiment de hussards français, ils écrasent 3 régiments anglais, prenant 5 drapeaux et 5 canons.

### Campagne de Russie
La légion de la Vistule, avec 3 régiments, forme une division rattachée à la Garde Impériale. Elle est sous les ordres du général Claparède.
Pour les lanciers, le premier régiment est toujours en Espagne et le second fait partie de la cavalerie du IIe Corps d'Oudinot (brigade Corbineau).

### Campagne de 1813 en Allemagne
Les 1 500 rescapés, sur les 7 000 partis en Russie, forment le « Régiment de la Vistule », à 2 bataillons. Le régiment combat, entre autres, à la bataille de Leipzig.

### Derniers combats
Campagne de France
Les survivants furent incorporés à la Garde impériale : plusieurs centaines accompagnèrent l'empereur sur l'île d'Elbe, puis durant les Cent-jours, jusqu'à Waterloo.
1815
Par décrets en date des 11 et 15 avril et du 20 mai 1815, Napoléon organise huit régiments étrangers :
- Le 1er régiment étranger composé de déserteurs Piémontais et Italiens,
- Le 2e régiment étranger composé des Suisses,
- Le 3e régiment étranger composé des Polonais
- Le 4e régiment étranger composé d'Allemands
- Le 5e régiment étranger composé de Belges
- Le 6e régiment étranger composé d'Espagnols et de Portugais
- Le 7e régiment étranger composé d'Irlandais
- Le 8e régiment étranger composé d'Italiens

## Galerie

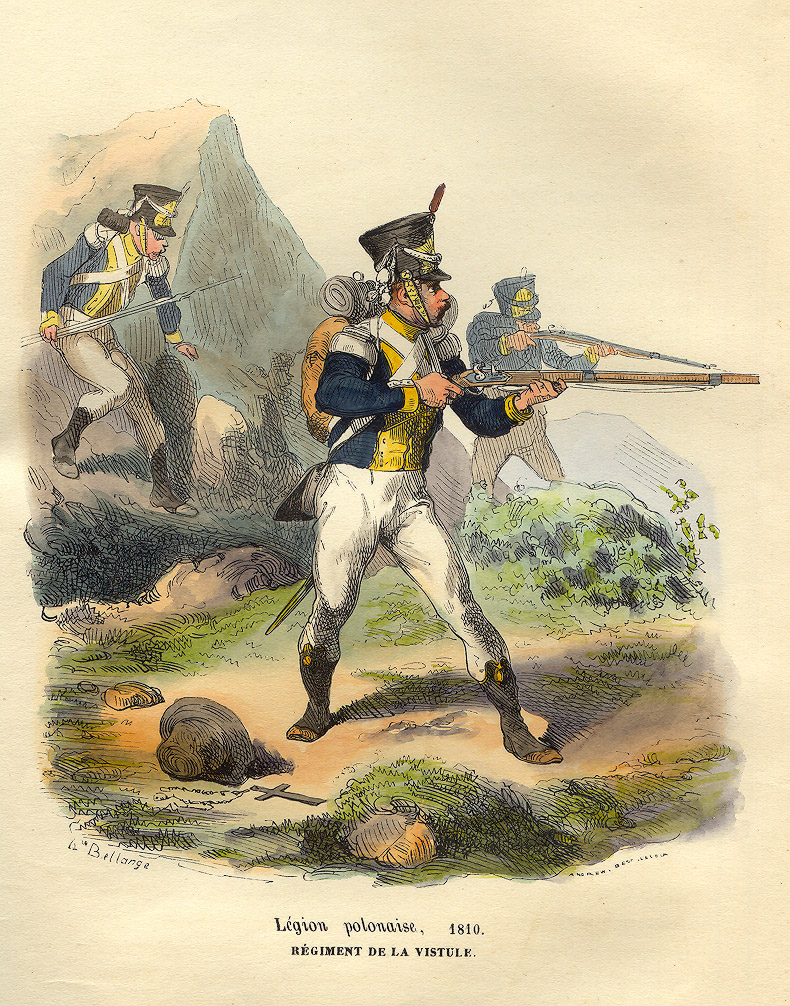
Fantassin de la légion de la Vistule en 1810
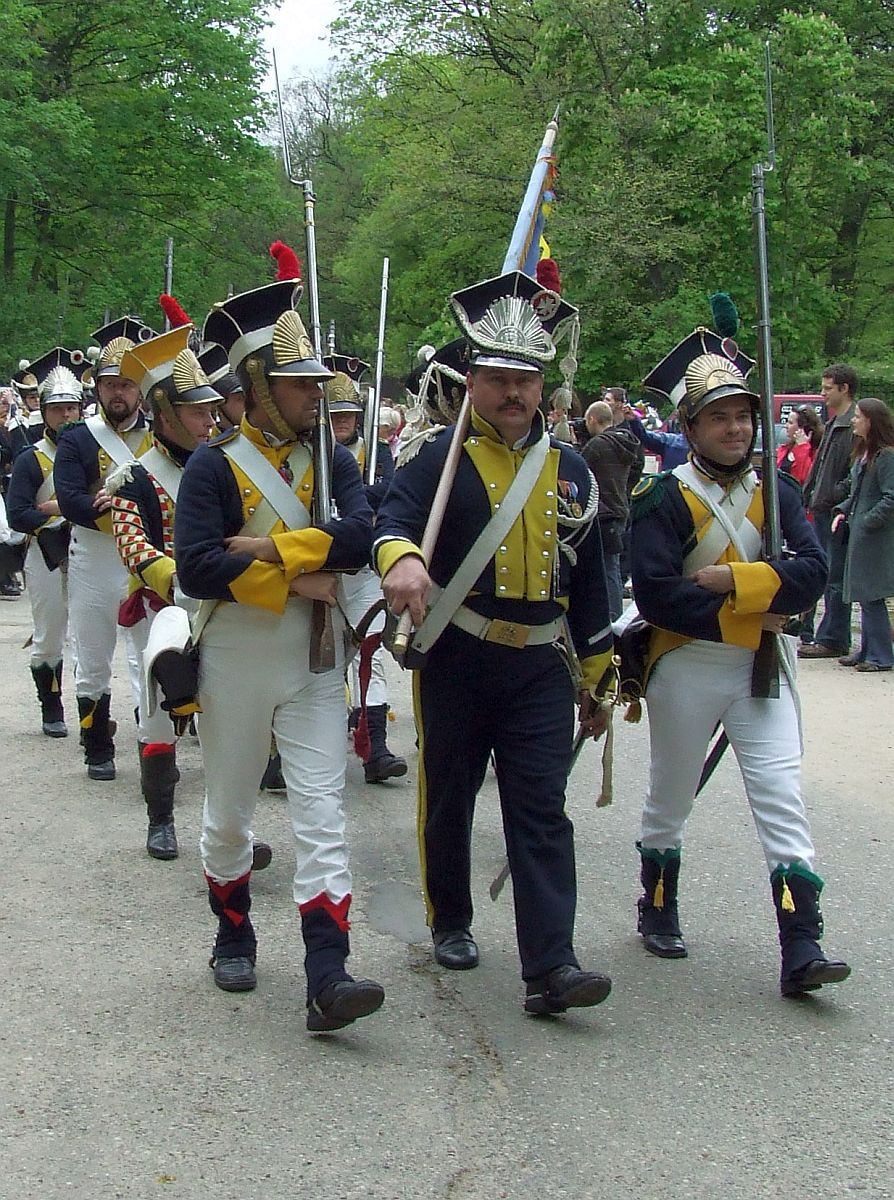
Reconstitution du 1er régiment de la légion de la Vistule
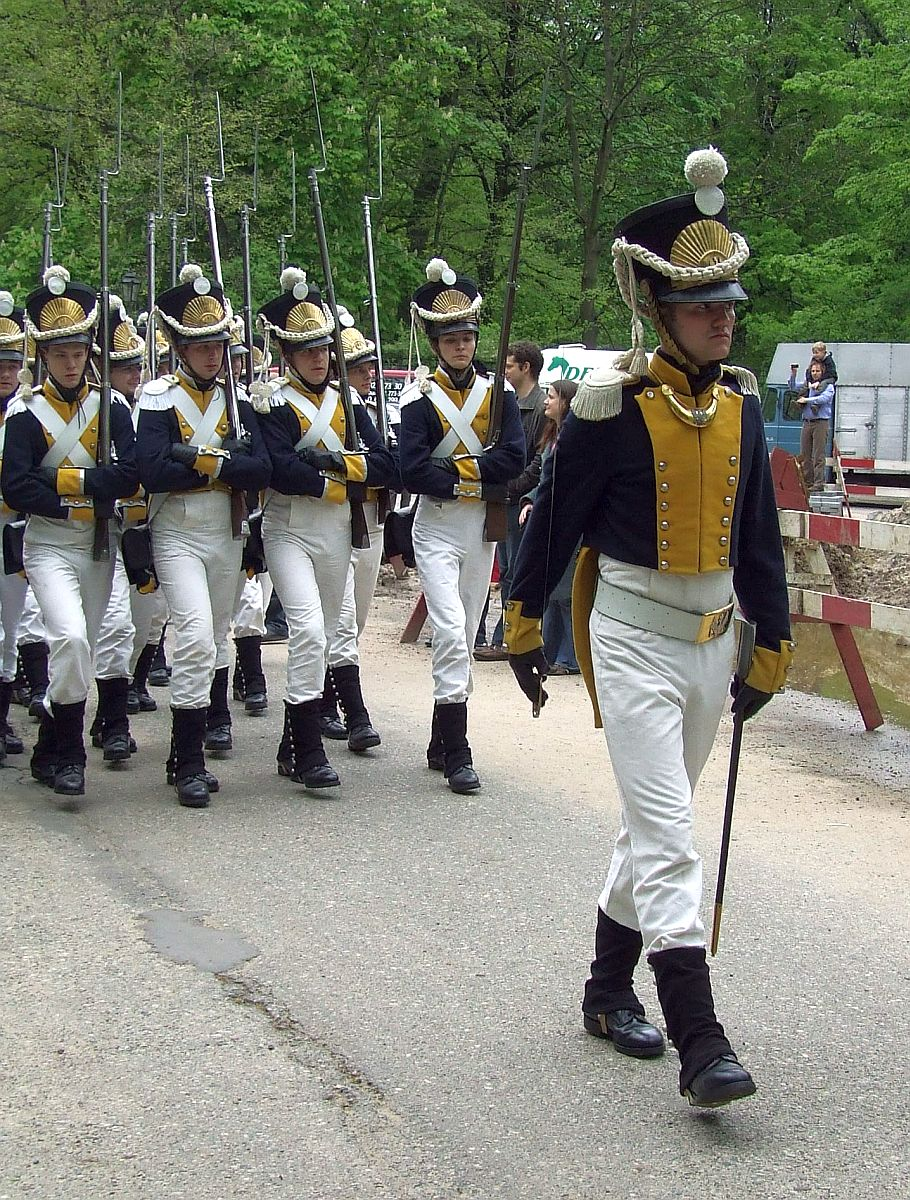
Reconstitution du 4e régiment de la légion de la Vistule
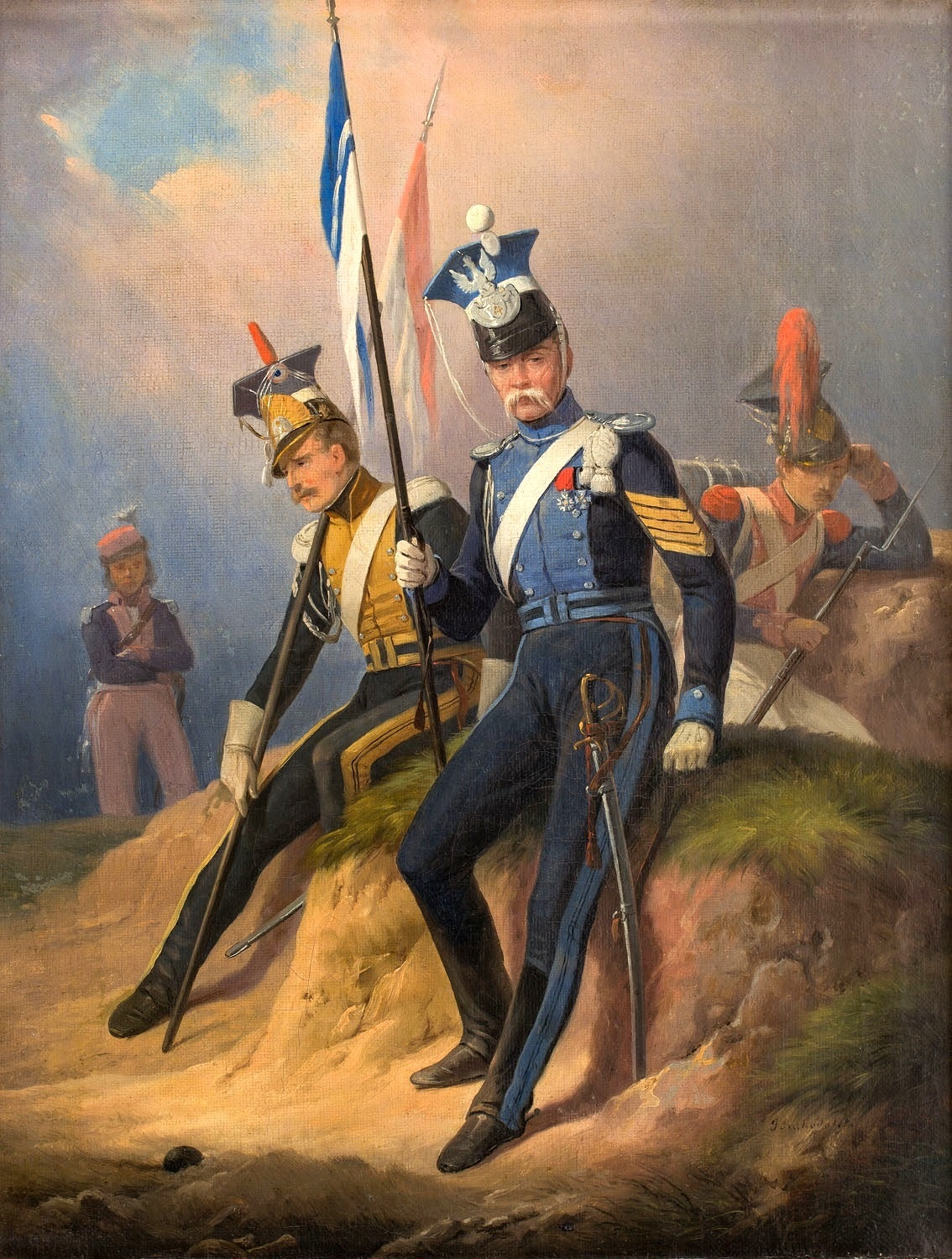
Lancier de la Vistule (jaune) et lancier du Duché de Varsovie (bleu)

### Sources et bibliographie

#### Livres
- Livres en français
  - Dictionnaire de la Grande Armée, Alain Pigeard,
  - La cavalerie dans les guerres de la Révolution et de l'Empire, Cdt Picard,
  - Mémoires, Gal D. Chlapowski[note 4]
  - Souvenirs d'un officier polonais, Gal De Brandt,
- Livres en anglais
  - (en) Armies of the napoleonic era, O. von Pivka,
  - (en) Poles and Saxons of the napoleonic wars, G. Nafziger, M.T. Wesolowski, T. Devoe,

#### Articles
- « Pologne, Légion de la Vistule 1808 », in Carnets de la Sabretache, Nlle série, no 36 (1977).
- « Les lanciers de la Vistule 1808-1811 », par Alain Pigeard, in Tradition-Magazine, nos 205 & 206 (2004).
- (es) « El estandarte polaco de la Catedral de Sevilla », in Revista de Historia Militar, no 73 (1992), pages 133-154.